# Y (латиниця)
Y, y («і́грек») — 25-та літера латинського алфавіту.

## Історія
Походить від грецької літери Υ, υ («іпсилон»). У латинській мові використовувалася виключно для запису грецизмів, звідси й іде її назва («і грецька»). Має спільне походження з літерою V (що виникла не прямо з грецького іпсилона, а через посередництво літери етруського алфавіту).

## Назва
Назва «ігрек» походить від лат. I graeca («і грецька»), бо звук [y], який тоді передавав грецький іпсилон, був не властивий латинській мові. В абетках сучасних мов y може називатися по-різному: в англійській — wye ([waɪ]), у французькій і румунській — i grec, у галісійській — i grego, у каталонській — i grega, в італійській — i greca або ipsilon, у польській — igrek, у в'єтнамській — gờ-rét, у нідерландській — Griekse ij або i-grec, в іспанській — i griega (зараз офіційно прийнята форма ye), у португальській — ípsilon або i grego, у німецькій — Ypsilon.

## Використовування

### У графічних системах мов
В англійській абетці y відома як wye ([waɪ], множина wyes). Має різне фонетичне значення: у різних словах може передавати і голосний ([i], [ɪ] рідше [ɛ], [ə] чи дифтонг [aɪ]), і приголосний ([j]). Як літера для позначення голосного дублює літеру i. У сучасній англійській вживання y більш обмежене порівняно з середньою англійською і давньоанглійською мовами. Вона трапляється здебільшого в таких трьох положеннях: у грецизмах на місці оригінального υ (system — грец. σύστημα), наприкінці слова (city, pony, при формах множини cities, ponies), замість i перед закінченням -ing (dy-ing, justify-ing). У давньоанглійській графіці латинська y відповідала руні «уруз», теж позначаючи звук [y]. У середньоанглійській він перейшов у [wi /wiː], а після великого зсуву голосних — у [waɪ].
У німецькій та нідерландській абетках y вживається тільки в запозиченнях і власних іменах (Ägypten, Syrien, а також Bayern — «Баварія»).
У польській мові передає звук [ɘ] (часто їй приписують фонетичне значення [ɨ]). Майже ніколи не трапляється на початку слова — за винятком деяких запозичень, де читається як [j] (Yeti [ˈjɛtʲi]).
У латинізованому запису грецьких слів y використовується для передачі υ.
| Фонетичний алфавіт НАТО   | Фонетичний алфавіт НАТО | код Морзе                      | код Морзе    |
| Yankee                    | Yankee                  | –·––                           | –·––         |
|                           |                         |                                | ⠽            |
| Морський прапорний сигнал | Семафорна абетка        | Американська мова жестів (ASL) | Шрифт Брайля |

### Інше використовування

#### Велика літера
- У неорганічній хімії — хімічний символ ітрію.
- В органічній хімії — позначення амінокислоти тирозину.

#### Мала літера
- У МФА — позначення огубленого голосного переднього ряду високого підняття
- У математиці — позначення осі ординат і залежної змінної.

## Способи кодування
У Юнікоді велика Y кодується як U+0059, мала y — U+0079.
Код ASCII для великої Y — 89, для малої y — 121; або у двійковій системі 01011001 та 01111001 відповідно.
Код EBCDIC для великої Y — 232, для малої y — 168.
NCR код HTML та XML — «Y» та «y» для великої та малої літер відповідно.